# ۱۷۱۴ (میلادی)
۱۷۱۴ (میلادی) هزار و هفتصد  و چهاردهمین سال تقویم میلادی است.

## زادگان
- ۸ مارس – کارل فیلیپ امانوئل باخ، آهنگساز و پیانیست آلمانی (د. ۱۷۸۸)
- ۲ ژوئیه – کریستف ویلیبالد گلوک، آهنگساز آلمانی (د. ۱۷۸۷)
- ۱۰ سپتامبر – نیکولو جوملی، آهنگساز ایتالیایی (د. ۱۷۷۴)
- ۳۰ سپتامبر – اتین بونو دو کندیاک، اقتصاددان و فیلسوف فرانسوی (د. ۱۷۸۰)
- ۱۹ دسامبر – جان وینتروپ (مربی)، ریاضی‌دان، فیزیک‌دان، و ستاره‌شناس آمریکایی (د. ۱۷۷۹)

## درگذشتگان
- ۱۰ اکتبر – پییر لو پزان، اقتصاددان فرانسوی (ز. ۱۶۴۶)